# Svanaträskmyran
Svanaträskmyran är ett naturreservat i Åsele, Lycksele och Vilhelmina kommuner i Västerbottens län.
Området är naturskyddat sedan 2016 och är 1 473 hektar stort. Reservatet omfattar tre myrar varav Svanaträskmyran är den största. Reservatet består av våtmarker och naturskog.